# Melica commersonii
Melica commersonii är en gräsart som beskrevs av Christian Gottfried Daniel Nees von Esenbeck och Ernst Gottlieb von Steudel. Melica commersonii ingår i släktet slokar, och familjen gräs. Inga underarter finns listade i Catalogue of Life.